# Вали Вју (Охајо)
Вали Вју (енгл. Valley View) град је у америчкој савезној држави Охајо.

## Демографија
По попису из 2010. године број становника је 2.034, што је 145 (-6,7%) становника мање него 2000. године.
| Група             | 2000.         | 2010.         |
| Белци             | 2.132 (97,8%) | 1.953 (96,0%) |
| Афроамериканци    | 7 (0,3%)      | 4 (0,2%)      |
| Азијати           | 15 (0,7%)     | 18 (0,9%)     |
| Хиспаноамериканци | 11 (0,5%)     | 26 (1,3%)     |
| Укупно            | 2.179         | 2.034         |